# Kronika Henryka Łotysza

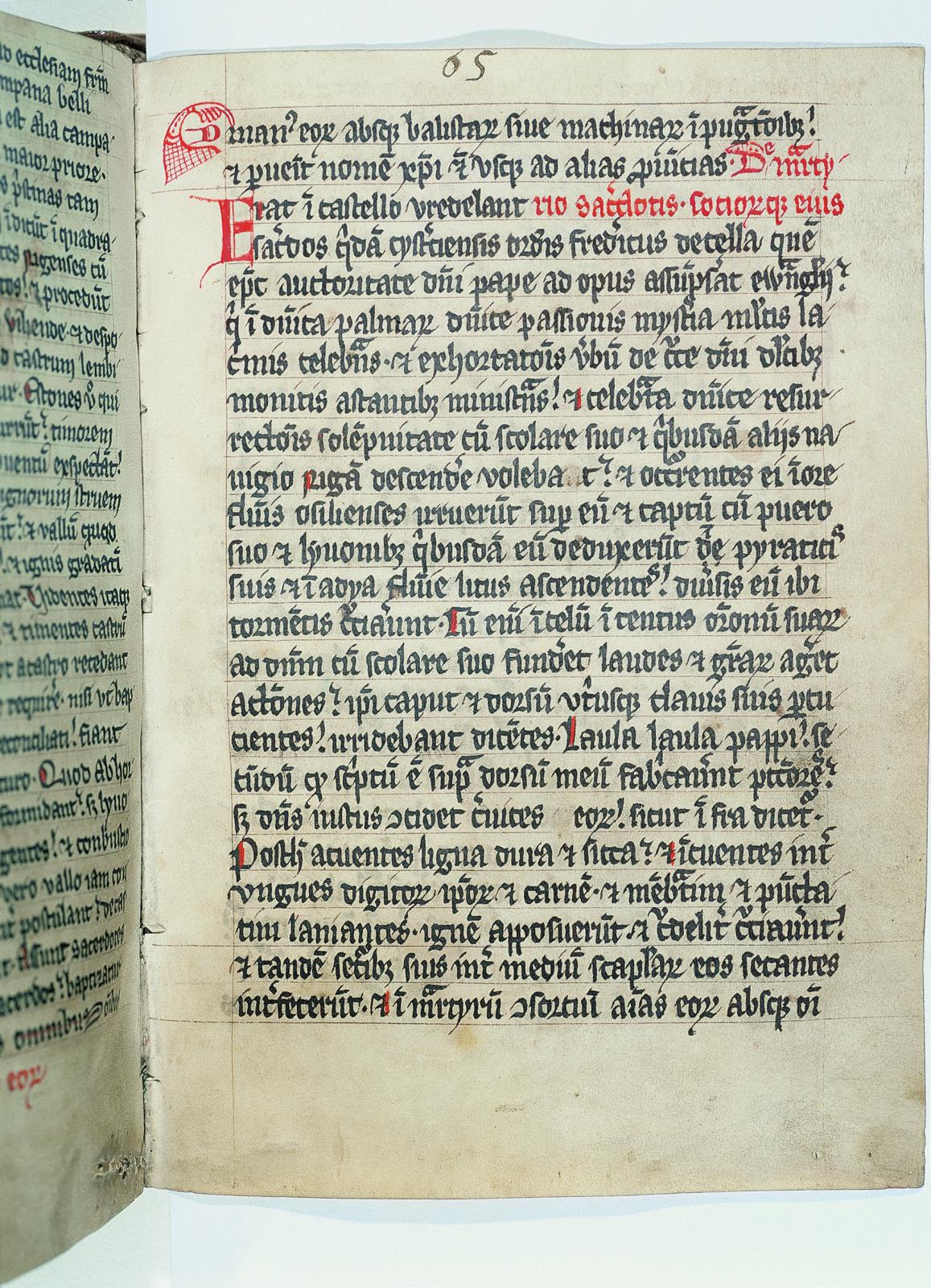
Karta z jednej z kopii Kroniki

Kronika Henryka Łotysza (łac. Heinrici Cronicon Lyvoniae, łot. Indriķa hronika, est. Henriku Liivimaa kroonika) – dokument opisujący historię Liwonii (tereny obecnej Estonii i północnej Łotwy, niegdysiejsze Inflanty) i okolicznych ziem w okresie 1180-1227. Pomijając nieliczne wzmianki w Powieści minionych lat, pochodzącej z XIII-wiecznej Rusi Kijowskiej, jest to najstarsze znane źródło pisane dotyczące historii tych ziem. Dla licznych epizodów dotyczących wczesnych etapów chrystianizacji ludów bałtyckich jest jedynym źródłem, jakie dotrwało do naszych czasów, niektóre znajdują potwierdzenie także w liwskiej kronice rymowanej (Livländische Reimchronik) i latopisie nowogrodzkim.

## Tło
Wezwanie papieża Celestyna III z 1194 do kontynuacji świętych wojen obok IV krucjaty doprowadziło też do podjęcia tak zwanych krucjat północnych. Przed krucjatami teren Liwonii był kontrolowany przez pogańskie plemiona, istniała tam wymiana handlowa między kupcami z Hanzy, Nowogrodu i Skandynawii, mieszały się wpływy handlowe, kulturalne i religijne. Władcy skandynawscy oraz niemieckie rycerstwo podbili stopniowo Liwonię, sprowadziły osadników i wciągnęły kraj w orbitę kultury Zachodu.

## Zawartość
Kronika składa się z czterech ksiąg:
- Księga pierwsza opisuje wydarzenia z lat 1186–1196: przybycie pierwszego biskupa Ikšķile, Mejnarda, i chrzest Liwów.
- Księga druga opisuje wydarzenia z lat 1196–1198: przybycie drugiego biskupa, Bertholda z Hanoweru i jego śmierć w bitwie z Liwami nieopodal miejsca gdzie obecnie wznosi się stolica Łotwy – Ryga.
- Trzecia księga opisuje zdarzenia z lat 1198–1208: przybycie trzeciego biskupa Ikšķile, Alberta von Buxhövden, założyciela zakonu kawalerów mieczowych, podbój i podział Liwonii między biskupstwo a Zakon, wojny z księciem Połocka i Litwinami, podbój księstwa Koknese i ziemi Zelów.
- Czwarta księga to kronika lat 1208–1226: kampania przeciwko księstwom estońskim, podbój Jersiki, wojny z Kurami, Zemgalami, Litwinami oraz księstwami pskowskim i nowogrodzkim.

Nie zachował się oryginalny rękopis, istnieje natomiast 16 jego kopii, wykonanych od XIII do XIX wieku. Najstarsza z nich to Codex Zamoscianus, spisana na pergaminie i datowana na XIII wiek. Obecnie przechowywana jest w Bibliotece Narodowej w Warszawie.

## Autor
Autorem kroniki jest Henryk Łotysz (Henricus de Lettis). Według kronik, był księdzem katolickim i naocznym świadkiem opisywanych wydarzeń. Przypuszczalnie urodził się między 1180 a 1188 rokiem w Saksonii. Otrzymał staranne wykształcenie spędzając młodość na dworze biskupim Alberta von Buxhövden. Do Liwonii dotarł w 1205, a w 1208 przyjął święcenia kapłańskie. Pracował w Liwonii jako misjonarz, brał też udział w kilku kampaniach przeciwko poganom.
Jego „Kronika” pisana jest z kościelnego punktu widzenia, według którego historia Kościoła na liwońskich ziemiach jest esencją historii Liwonii. Być może Kronika powstała pierwotnie jako raport dla legata papieskiego, Wilhelma z Modeny. Henryk przedstawia w niej najkorzystniej dokonania swego zwierzchnika, biskupa Alberta, nieprzychylnie natomiast wypowiada się o udziale w misjach innych nacji, głównie Duńczyków.